# Rémuzat
Rémuzat é uma comuna francesa na região administrativa de Auvérnia-Ródano-Alpes, no departamento de Drôme. Estende-se por uma área de 16,78 km². Em 2010 a comuna tinha 341 habitantes (densidade: 20,3 hab./km²).